# Шрутаварман
Шрутаварман (кхмер. ឝ្រុតវម៌្ម) — раджа (король) Ченлы (435—449; по другим данным, 550—555).

## Политика
Это первый, полуисторический-полулегендарный правитель Ченлы. История его правления окутана тайной. Неизвестна ни его столица, ни принципы его политики, хотя объединение полудиких кхмерских племён нынешнего Лаоса само по себе является важным деянием. Вероятнее всего, Шрутаварман был вассалом раджей Фунани.

## Семья
Легенды называют его родителями отшельника Камбу Сваямбхува и апсару Меру. Так как атеизм отрицает существование апсар, рождение Шрутавармана приходится признать тайной. Более достоверно существование его сына и преемника Шрештхавармана, основателя Шрештхапуры.

## Тайны
Индийская «Харшакарита» (VII век) упоминает о «славном Шрутавармане», секрет которого узнал попугай. Предположительно, речь идёт о том же Шрутавармане, однако суть упомянутого секрета остаётся неизвестной. Напрашивается сравнение с греческим мифом о царе Мидасе, но проверить сходство невозможно. Во всяком случае, текст говорит о широкой известности Шрутавармана в Южной Азии.